# Arènes de Lutèce
Le Arènes de Lutèce ([a.ʁɛn də ly.tɛs], "Arene di Lutezia") sono tra i più importanti resti dell'antica Roma a Parigi (conosciuta nell'antichità come Lutezia), insieme alle Terme di Cluny. Costruito nel I secolo, questo anfiteatro un tempo poteva ospitare 15.000 persone ed era utilizzato anche per i combattimenti di gladiatori.

## Descrizione
I posti a sedere a gradoni circondavano più della metà della circonferenza dell'arena, più tipica di un antico teatro greco piuttosto che di uno romano semicircolare.
L'orchestra era circondata dal muro di un podio alto 2,5 metri, sormontato da un parapetto. Il palco era lungo 41 metri. Molto probabilmente una serie di nove nicchie veniva utilizzata per le statue. Cinque piccole stanze erano situate sotto le terrazze inferiori, alcune delle quali sembrano essere gabbie per animali che si aprivano direttamente nell'arena.
Schiavi, poveri e donne erano relegati ai livelli più alti delle gradinate, mentre i posti a sedere inferiori erano riservati ai cittadini maschi romani. Per comodità, una tenda di lino riparava gli spettatori dal sole cocente. Dal suo punto di osservazione, il teatro offriva anche una vista sui fiumi Bièvre e Senna.

## Storia
Quando Lutezia fu saccheggiata durante le incursioni barbariche del 275, parte delle opere in pietra della struttura furono utilizzate per rafforzare le difese della città intorno all'Île de la Cité. Tuttavia, Chilperico I le fece riparare nel 577 e l'anfiteatro venne utilizzato per spettacoli. Successivamente il teatro divenne un cimitero, e fu completamente interrato in seguito alla costruzione della Cinta di Filippo Augusto (circa 1210).

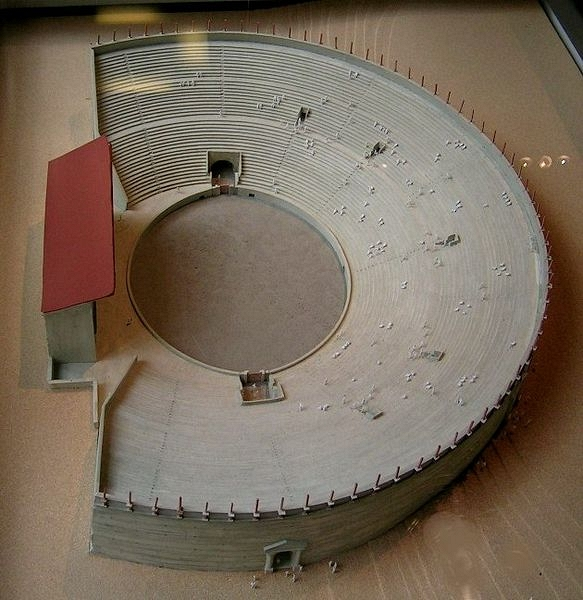
Modellino in scala delle Arènes de Lutèce

Secoli dopo, anche se il quartiere circostante aveva mantenuto il nome les Arènes, l'esatta ubicazione andò persa. Fu scoperto da Théodore Vaquer durante la costruzione di Rue Monge tra il 1860 e il 1869, quando la Compagnie Générale des Omnibus cercò di costruire un deposito di tram sul sito.
Guidato dall'autore Victor Hugo (1802-1885) e da alcuni altri intellettuali, un comitato di conservazione chiamato la Société des Amis des Arènes si impegnò a salvare il tesoro archeologico. Dopo la demolizione del Couvent des Filles de Jésus-Christ, nel 1883, fu scoperto un terzo dell'arena. Il Consiglio Comunale dedicò fondi al restauro dell'arena e alla sua sistemazione in piazza pubblica, inaugurata nel 1896.
Dopo che le linee del tram e il deposito furono smantellati nel 1916 e fu costruita la Linea 10 della metropolitana di Parigi, il medico e antropologo Jean-Louis Capitan (1854-1929) continuò con ulteriori scavi e restauri dell'arena verso la fine della prima guerra mondiale. Alla sua memoria è dedicata la vicina piazza Capitan, costruita sul sito dell'antico bacino idrico di Saint-Victor. Tuttavia, una parte dell'arena originale, di fronte al palco, è andata persa a causa degli edifici che fiancheggiano rue Monge.
In piedi al centro dell'arena si possono ancora osservare significativi resti del palcoscenico e delle sue nove nicchie, così come le gabbie a griglia nel muro. Le terrazze a gradoni non sono originali, ma gli storici ritengono che 41 aperture ad arco punteggiassero la facciata.